# Llista de l'art públic de Terrassa
Llista de l'art públic de Terrassa seleccionat per l'Arxiu municipal de Terrassa com a «escultures i monuments urbans».
| Títol                                                    | Descripció | Autor/Data                                                                            | Material                                                    | Localització | Codi       | Imatge |
| -------------------------------------------------------- | --- | ------------------------------------------------------------------------------------- | ----------------------------------------------------------- | --- | ---------- | --- |
| Jover i Alagorda                                         | Monòlit dedicat a Jaume Jover i Valentí Alagorda, herois de la Tercera Guerra Carlina | Melcior Vinyals 1911                                                                  | gres                                                        | Plaça de Joan Miró 41° 33′ 39″ N, 2° 01′ 14″ E / 41.560942°N,2.020489°E                                                                          | 08279/1-1  | Jover i Alagorda (Melcior Vinyals) · Carregueu una nova foto d'aquesta obra                                             |
| Bartomeu Amat                                            | Columna coronada amb un bust de Bartomeu Amat, enginyer i director de l'Escola Industrial | Josep Llimona 1913                                                                    |                                                             | Jardins de l'Escola Industrial 41° 33′ 50″ N, 2° 01′ 21″ E / 41.563966°N,2.022506°E                                                              | 08279/1-2  | Bartomeu Amat (Josep Llimona) · Carregueu una nova foto d'aquesta obra                                                  |
| Monument als Caiguts                                     | En commemoració als caiguts franquistes, va ser desmuntat el 1991 i en queden uns grups escultòrics al cementiri | Frederic Vinyals i Jaume Bazín 1944                                                   | pedra de Montjuïc                                           | Pl. del Dr. Robert 41° 33′ 33″ N, 2° 02′ 38″ E / 41.559194°N,2.043838°E                                                                          | 08279/1-3  | Monument als Caiguts (Terrassa) · Vegeu més fotos d'aquesta obra · Carregueu una nova foto d'aquesta obra               |
| Joaquim Vancells                                         | «A la memoria del insigne pintor J. Vancells y Vieta entusiasta iniciador de la obra restauradora de la iglesia» |                                                                                       |                                                             | Inicialment als jardins posteriors de les esglésies de Sant Pere, traslladat al Museu de Terrassa arran de la restauració del recinte monumental | 08279/1-4  | Carregueu una nova foto d'aquesta obra                                                                                  |
| Víctimes de la Guerra Civil                              | En memòria de vuit terrassencs morts el 24 de juliol de 1936 |                                                                                       |                                                             | Carretera de Talamanca BV-1221, km 11,400; enderrocat el 2 de desembre de 2011 41° 39′ 11″ N, 1° 58′ 37″ E / 41.653187°N,1.977081°E              | 08279/1-5  | Carregueu una nova foto d'aquesta obra                                                                                  |
| Alfons Sala                                              | «Tarrasa al insigne patricio Don Alfonso Sala, Conde de Egara» | Frederic Marès 1950                                                                   | pedra calcària i medalló de bronze                          | Passeig del Comte d'Ègara 41° 33′ 47″ N, 2° 00′ 56″ E / 41.563033°N,2.01546°E                                                                    | 08279/1-6  | Alfons Sala (Frederic Marès) · Vegeu més fotos d'aquesta obra · Carregueu una nova foto d'aquesta obra                  |
| Repòs                                                    | | Ferran Bach-Esteve                                                                    |                                                             | Cementiri Municipal 41° 33′ 30″ N, 2° 02′ 41″ E / 41.55846°N,2.04486°E                                                                           | 08279/1-7  | Repòs (Ferran Bach-Esteve) · Vegeu més fotos d'aquesta obra · Carregueu una nova foto d'aquesta obra                    |
| Mossèn Cinto Verdaguer                                   | Conté un medalló de bronze amb el bust del poeta Jacint Verdaguer | Alumnes de l'Escola d'Arts i Oficis de Terrassa, dirigits per Ferran Bach-Esteve 1956 | pedra de Montjuïc                                           | Plaça de Mn. Jacint Verdaguer 41° 34′ 00″ N, 2° 00′ 47″ E / 41.56655°N,2.013191°E                                                                | 08279/1-8  | Mossèn Cinto Verdaguer (Ferran Bach-Esteve) · Vegeu més fotos d'aquesta obra · Carregueu una nova foto d'aquesta obra   |
| Sant Jordi de Donatello                                  | Rèplica de l'original de Donatello | 1959                                                                                  |                                                             | Parc de Sant Jordi, plaça posterior de la Masia Freixa 41° 33′ 47″ N, 2° 00′ 14″ E / 41.563065°N,2.003763°E                                      | 08279/1-9  | Sant Jordi de Donatello (Terrassa) · Carregueu una nova foto d'aquesta obra                                             |
| Mossèn Homs                                              | Dedicat a Mossèn Josep Homs i Ginesta (1877-1936), rector de Sant Pere durant 20 anys | Ferran Bach-Esteve 1962                                                               | pedra calcària                                              | Plaça del Rector Homs 41° 34′ 02″ N, 2° 01′ 05″ E / 41.567128°N,2.017973°E                                                                       | 08279/1-10 | Mossèn Homs (Ferran Bach-Esteve) · Carregueu una nova foto d'aquesta obra                                               |
| Dr. Fleming                                              | Dedicat a Alexander Fleming per subscripció popular | Ferran Bach-Esteve 1961                                                               | pedra calcària                                              | Plaça del Dr. Robert, vora l'entrada de la Mútua de Terrassa 41° 33′ 49″ N, 2° 01′ 02″ E / 41.563676°N,2.017217°E                                | 08279/1-11 | Dr. Fleming (Ferran Bach-Esteve) · Vegeu més fotos d'aquesta obra · Carregueu una nova foto d'aquesta obra              |
| Joan Maragall                                            | «Terrassa a Joan Maragall. Jo no sé lo que teniu/que us estimo tant muntanyes» | 1961                                                                                  |                                                             | Coll d'Eres. Parc Natural de Sant Llorenç del Munt, entre Sant Llorenç Savall i Mura 41° 40′ 14″ N, 2° 00′ 27″ E / 41.670648°N,2.007620°E        | 08279/1-12 | Carregueu una nova foto d'aquesta obra                                                                                  |
| Víctimes de les rierades                                 | Mausoleu de les víctimes de la rierada del 1962 | Ferran Bach-Esteve 1962                                                               |                                                             | Cementiri de Terrassa 41° 33′ 31″ N, 2° 02′ 41″ E / 41.558603°N,2.044771°E                                                                       | 08279/1-13 | Víctimes de les rierades (Ferran Bach-Esteve) · Vegeu més fotos d'aquesta obra · Carregueu una nova foto d'aquesta obra |
| Màquina del tren                                         | Màquina de vapor Marcinillé Coullet de 1886 monumentalitzada per subscripció popular | 1968                                                                                  |                                                             | Placeta de la cruïlla de la rambla d'Ègara amb el carrer de Galileu 41° 34′ 00″ N, 2° 00′ 21″ E / 41.566794°N,2.005831°E                         | 08279/1-14 | Màquina del tren (Terrassa) · Carregueu una nova foto d'aquesta obra                                                    |
| El drac, o Drac màgic                                    | | Àngel Màdico 1984                                                                     | acer inoxidable                                             | Plaça de Catalunya 41° 34′ 00″ N, 2° 01′ 31″ E / 41.566612°N,2.025277°E                                                                          | 08279/1-15 | Carregueu una nova foto d'aquesta obra                                                                                  |
| Dinosaure                                                | | Roc Alabern 1986                                                                      | carrosseries de cotxes vells                                | Rotonda de la N-150, o carretera de Montcada 41° 33′ 25″ N, 2° 02′ 22″ E / 41.55684°N,2.039428°E                                                 | 08279/1-16 | Dinosaure (Roc Alabern) · Carregueu una nova foto d'aquesta obra                                                        |
| Relacions teòriques                                      | | Ramon Suau 1991                                                                       | acer                                                        | Inicialment a la plaça de l'Onze de Setembre, actualment a la plaça dels Drets Humans 41° 33′ 46″ N, 2° 01′ 08″ E / 41.562862°N,2.019025°E       | 08279/1-17 | Carregueu una nova foto d'aquesta obra                                                                                  |
| Mestre Serrat                                            | Dedicat a Ramon Serrat i Fajula, director de l'Escola de Música de Terrassa | 1991                                                                                  | relleu de marbre                                            | Plaça del Mestre Serrat 41° 34′ 18″ N, 2° 00′ 38″ E / 41.571764°N,2.010534°E                                                                     | 08279/1-18 | Carregueu una nova foto d'aquesta obra                                                                                  |
| Tall                                                     | | Josep Lluscà 1992                                                                     | estany amb perfils metàl·lics il·luminats                   | Confluència av. Jaume I, av. Abat Marcet, rambla Francesc Macià i ctra. Matadepera 41° 34′ 31″ N, 2° 01′ 03″ E / 41.575168°N,2.017415°E          | 08279/1-19 | Carregueu una nova foto d'aquesta obra                                                                                  |
| Tenir mala peça al teler                                 | | Francesc Abad 1992                                                                    | totxo i vidre                                               | Av. Abat Marcet - av. Josep Tarradellas 41° 34′ 27″ N, 2° 00′ 08″ E / 41.574061°N,2.002355°E                                                     | 08279/1-20 | Tenir mala peça al teler (Francesc Abad) · Carregueu una nova foto d'aquesta obra                                       |
| Camins                                                   | | Elisa Arimany 1992                                                                    | planxes corten i pila de pedres                             | Pl. Països Catalans 41° 33′ 33″ N, 2° 01′ 40″ E / 41.559048°N,2.02786°E                                                                          | 08279/1-21 | Camins (Elisa Arimany) · Carregueu una nova foto d'aquesta obra                                                         |
| Columna rostrada                                         | | Salvador Juanpere 1992                                                                | formigó encofrat i peces de marbre blanc de macael tornejat | Jardins del final de la rambleta del Pare Alegre, davant de l'Hotel Don Cándido 41° 33′ 11″ N, 2° 00′ 31″ E / 41.552964°N,2.008599°E             | 08279/1-22 | Columna rostrada (Salvador Juanpere) · Carregueu una nova foto d'aquesta obra                                           |
| Hoquei                                                   | | Rosa Serra 1993                                                                       | bronze                                                      | C. dels Jocs Olímpics, davant l'Estadi Olímpic 41° 34′ 32″ N, 2° 00′ 37″ E / 41.575455°N,2.01041°E                                               | 08279/1-23 | Hoquei (Rosa Serra) · Vegeu més fotos d'aquesta obra · Carregueu una nova foto d'aquesta obra                           |
| Flama II                                                 | Obra pòstuma simbolitzant les proves dels Jocs Olímpics a Terrassa | Ferran Bach-Esteve 1993                                                               | acer inoxidable polit                                       | Placeta de Saragossa, davant l'Arxiu Tobella 41° 33′ 54″ N, 2° 00′ 45″ E / 41.564903°N,2.012535°E                                                | 08279/1-24 | Flama II (Ferran Bach-Esteve) · Vegeu més fotos d'aquesta obra · Carregueu una nova foto d'aquesta obra                 |
| Prêt-à-porter                                            | | Miquel Puente 1994                                                                    | acer inoxidable fos                                         | Rambla d'Ègara - pl. Anselm Clavé 41° 33′ 40″ N, 2° 00′ 28″ E / 41.560989°N,2.007705°E                                                           | 08279/1-25 | Prêt-à-porter (Miquel Puente) · Carregueu una nova foto d'aquesta obra                                                  |
| Antoni Escudé                                            | Bust d'Antoni Escudé i Galí (1895-1989), introductor de l'hoquei a Terrassa | Ferran Bach-Esteve 1995                                                               |                                                             | Pl. d'Antoni Escudé 41° 35′ 02″ N, 2° 01′ 06″ E / 41.584002°N,2.018224°E                                                                         | 08279/1-26 | Carregueu una nova foto d'aquesta obra                                                                                  |
| Als difunts                                              | «En record a tots els homes i dones que amb el treball de la seva vida varen fer gran aquesta ciutat. Terrassa, 1 de novembre de 1995» | 1995                                                                                  |                                                             | Pl. de Tots els Sants, interior del cementiri 41° 33′ 29″ N, 2° 02′ 41″ E / 41.558132°N,2.044624°E                                               | 08279/1-27 | Carregueu una nova foto d'aquesta obra                                                                                  |
| La dona treballadora                                     | | Andreu Alfaro 1996                                                                    | acer                                                        | Rotonda ctra. de Castellar - av. Jaume I - av. Barcelona - pg. Vint-i-dos de Juliol 41° 34′ 08″ N, 2° 01′ 34″ E / 41.568779°N,2.026184°E         | 08279/1-28 | La dona treballadora (Andreu Alfaro) · Vegeu més fotos d'aquesta obra · Carregueu una nova foto d'aquesta obra          |
| Ciutadania                                               | «A tots els homes i dones que al llarg del temps han donat forma i vida a la ciutat» | Ramon Castells i Domingo 1997                                                         | bloc de marbre rosat i peça de bronze                       | C. Font Vella - c. Cardaire - c. Sant Pau 41° 33′ 47″ N, 2° 00′ 49″ E / 41.562972°N,2.013591°E                                                   | 08279/1-29 | Ciutadania (Ramon Castells i Domingo) · Carregueu una nova foto d'aquesta obra                                          |
| Joaquín Soler Serrano                                    | Dedicat a Joaquín Soler Serrano per la seva tasca en la riuada de 1962 | Pere Puntí 2012                                                                       | pedra de la Sénia i bronze                                  | Av. del Vallès - c. de Cantàbria 41° 33′ 42″ N, 2° 02′ 03″ E / 41.561789°N,2.034034°E                                                            | 08279/1-30 | Carregueu una nova foto d'aquesta obra                                                                                  |
| Carnestoltes                                             | «Del poble de Terrassa a totes aquelles persones que han fet possible 25 anys de Carnestoltes, especialment als nostres companys Marc García Tobella i Andreu Lozano Serrano. Sussietat de l'embut» | Joan Carraminyana Cols 2002                                                           | ferro colat                                                 | Parc dels Catalans 41° 33′ 33″ N, 2° 00′ 29″ E / 41.559052°N,2.007919°E                                                                          | 08279/1-31 | Carnestoltes (Joan Carraminyana Cols) · Carregueu una nova foto d'aquesta obra                                          |
| Homenatge a Malèvitx                                     | Representa un assaig d'una rotació espacial a partir d'allò que l'autor anomena "les unitats Malèvitx" | Gorka Oteiza 1999                                                                     | acer revestit de zinc i pintura negra setinada              | Parc del Nord 41° 34′ 14″ N, 2° 00′ 48″ E / 41.57051°N,2.013458°E                                                                                | 08279/1-32 | Homenatge a Malèvitx (Gorka Oteiza) · Carregueu una nova foto d'aquesta obra                                            |
| Família Vapors                                           | | Xavier Corberó 2002                                                                   | acer revestit de zinc i pintura negra setinada              | Pl. del Vapor Ventalló 41° 33′ 54″ N, 2° 00′ 43″ E / 41.564992°N,2.011866°E                                                                      | 08279/1-33 | Família Vapors (Xavier Corberó) · Carregueu una nova foto d'aquesta obra                                                |
| La sardana                                               | «Monument commemoratiu de la proclamació de Terrassa Ciutat Pubilla de la Sardana 1998, realitzat per l'Escola Municipal d'Arts Aplicades i inaugurat per l'alcalde Manuel Royes. Terrassa 26 abril de 1998» | Escola Municipal d'Arts i Oficis 1998                                                 | pedra arenisca i arc de ferro                               | Pla de la Font de l'Apotecari 41° 34′ 12″ N, 2° 01′ 13″ E / 41.569909°N,2.020259°E                                                               | 08279/1-34 | La sardana (Escola Municipal d'Arts i Oficis) · Carregueu una nova foto d'aquesta obra                                  |
| Màquina de vapor                                         | | Alexandre Hermanos 1998                                                               | pedra arenisca i arc de ferro                               | Rotonda ctra. Matadepera - av. Béjar 41° 34′ 48″ N, 2° 01′ 04″ E / 41.580122°N,2.017916°E                                                        | 08279/1-35 | Carregueu una nova foto d'aquesta obra                                                                                  |
| Víctimes del terrorisme                                  | | Jesús Fructuoso 2002                                                                  | granit flamejat i marc de ferro                             | Pla del Torrent de les Ànimes, Parc de Vallparadís 41° 33′ 34″ N, 2° 01′ 14″ E / 41.559484°N,2.020676°E                                          | 08279/1-36 | Víctimes del terrorisme (Jesús Fructuoso) · Carregueu una nova foto d'aquesta obra                                      |
| El bicicle de l'aigua                                    | | Esther Ramon 2002                                                                     | ferro i formigó                                             | Pl. de la Tecnologia 41° 32′ 56″ N, 2° 01′ 39″ E / 41.548947°N,2.027637°E                                                                        | 08279/1-37 | El bicicle de l'aigua (Esther Ramon) · Carregueu una nova foto d'aquesta obra                                           |
| Amalgama                                                 | Inscripció en marbre amb el nom de les 8 províncies andaluses | Ramon Suau 2003                                                                       |                                                             | Pl. d'Andalusia 41° 34′ 20″ N, 2° 01′ 15″ E / 41.572296°N,2.020721°E                                                                             | 08279/1-38 | Carregueu una nova foto d'aquesta obra                                                                                  |
| Façana de la Catedral del Sant Esperit                   | Sant Benet, Sant Miquel, Santa Helena i Sant Antoni M. Claret | Luis Bertia 2005                                                                      |                                                             | Catedral del Sant Esperit 41° 33′ 43″ N, 2° 00′ 41″ E / 41.562069°N,2.011516°E                                                                   | 08279/2-1  | Façana de la Catedral del Sant Esperit (Terrassa) · Carregueu una nova foto d'aquesta obra                              |
| La nostra gent (125è aniversari de la Caixa de Terrassa) | «"La nostra gent". Escultura d'Emili Armengol donada a la ciutat per la Caixa de Terrassa amb motiu del seu 125è aniversari. Terrassa 21 de desembre de 2002» | Emili Armengol 2002                                                                   | acer i llautó                                               | Pg. de les Lletres 41° 34′ 08″ N, 2° 00′ 37″ E / 41.568842°N,2.010375°E                                                                          | 08279/2-2  | La nostra gent (Emili Armengol) · Carregueu una nova foto d'aquesta obra                                                |
| La sirena                                                | «A Josep Maria Cernuda Martínez (Muñas de Arriba, 1939 – Terrassa, 1998). La ciutat reconeix la feina, generositat i optimisme, valors clau per emprendre, del fundador de "Congelats La Sirena" li dedica aquesta escultura, obra de Joan Serres, donada pels seus fills Josep, Gemma i Cesc Cernuda Canelles. 3 de desembre de 2011.» | Joan Serres 2011                                                                      | bronze                                                      | Raval de Montserrat, racó del carrer del Peix, vora el Mercat de la Independència 41° 33′ 48″ N, 2° 00′ 31″ E / 41.563304°N,2.008678°E           | 08279/2-3  | La sirena (Joan Serres) · Carregueu una nova foto d'aquesta obra                                                        |
| El llenguatge de les flors                               | Escultures El cargol, El burro, El tren i La flor | Kiku Misto 2011                                                                       | bronze                                                      | Pg. de les Lletres 41° 34′ 09″ N, 2° 00′ 37″ E / 41.569152°N,2.010172°E                                                                          | 08279/2-4  | Carregueu una nova foto d'aquesta obra                                                                                  |
| Lluís Companys                                           | «A la memòria de Lluís Companys i en record de tots els homes i dones que varen defensar els valors i les llibertat democràtiques amb l'esperança de construir un país i un món millor. 15 d'octubre de 2006» | Carles Valverde 2006                                                                  | ferro                                                       | Pl. Lluís Companys 41° 34′ 13″ N, 2° 00′ 11″ E / 41.570348°N,2.003058°E                                                                          | 08279/2-5  | Lluís Companys (Carles Valverde) · Carregueu una nova foto d'aquesta obra                                               |
| Nena amb cérvol                                          | Inicialment a la plaça Verdaguer, traslladada el 1976 al carrer Cremat, actualment retirada al museu per vandalisme | Ferran Bach-Esteve 1961                                                               | pedra esculpida                                             | Museu de Terrassa | 08279/2-6  | Es creu que no es poden fer fotos lliures d'aquesta obra                                                                |